# Bailando (canção de Paradisio)
"Bailando" é uma canção da banda belga de eurodance Paradisio, que foi lançada em 1996 como single de estreia de seu álbum homônimo. A canção foi produzida por Patrick Samoy e Luc Rigaux (também conhecido como Unity Mixers) e alcançou o primeiro lugar na Itália, Dinamarca, Noruega, Finlândia e Suécia, além de ter sido sucesso na maioria dos países da Europa durante o verão de 1997. Na França, o single vendeu mais de 550.000 cópias.
Em 2012, o site Porcyslistou a música no número 53 em seu ranking de "100 Singles 1990-1999", acrescentando: "Acontece que 'Bailando', este sinônimo da dança de bronze dos anos 90, é basicamente uma configuração quase perfeita das características e atributos que procuro intuitivamente na música popular: sexualidade sensual, tolice lúdica, escapismo inocente, groove emocionante e um refrão tentador".
Em 1998, a canção foi regravada pela cantora holandesa Loona. Sua versão alcançou o número um na Alemanha e na Suíça.

## Videoclipe
Foram feitos doisvideoclipesdiferentespara acompanhar a música: uma versão belga e uma versão internacional. Um foi dirigido por Thierry Dory e filmado emMiami. Os videoclipes foram postados noYouTubeem março de 2012. Em agosto de 2020, a versão belga do videoclipe tinha mais de 8,5 milhões de visualizações, enquanto a versão internacional tinha mais de 38,2 milhões de visualizações.

## Lista de Faixas

#### CD Maxi
1. "Bailando" (extended radio version) (6:50)
2. "Bailando" (discoteca remix) (6:52)
3. "Bailando" (ritmo el mas locomix) (6:50)
4. "Bailando" (original discoteca drums mix) (6:50)
5. "Bailando" (transologik remix) (7:08)
6. "Bailando" (radio version) (3:50)

## Desempenho nas paradas musicais
| Parada musical (1996/97)                   | Melhor posição |
| ------------------------------------------ | -------------- |
| Bélgica - (Ultratop 50Flanders)            | 2              |
| Dinamarca - (IFPI)                         | 1              |
| União Europeia - (Eurochart Hot 100)       | 11             |
| Finlândia - (Suomen virallinen lista)      | 1              |
| França - (SNEP)                            | 4              |
| Países Baixos - (Dutch Top 40)             | 25             |
| Noruega - (VG-lista)                       | 1              |
| Espanha - (AFYVE)                          | 9              |
| Suécia - (Sverigetopplistan)               | 1              |
| Reino Unido - (The Official Chart Company) | 149            |